# Пісняр строкатий
Пісняр строкатий (Mniotilta varia) — дрібний комахоїдний птах родини піснярових (Parulidae), роду Mniotilta (єдиний вид у роді).

## Опис
Пісняр строкатий має виразне чорно-біле смугасте забарвлення. Самці і самиці мають виразні темні смуги та плями на голові, спині та боках, з тим що у самців ці смуги більш контрастні, а також чорні горло і щоки, а у самиць та в молодих птахів горло і щоки світлі, а смуги на боках можуть бути сірувато-бежові. 

## Поширення
Пісняр строкатий у гніздовий період поширений на півночі і сході Північної Америки головно у центральній і східній Канаді, за винятком крайньої півночі — у Манітобі, Саскачевані, Онтаріо та Квебеку, на півночі - від Північно-західних територій до Ньюфаундленду. На зимівлю мігрує до південно-східних штатів, включно з Флоридою, до східних узбереж країн Центральної Америки та на Кариби і аж до Перу. Гніздиться переважно на землі у вологих лісах, низьких чагарниках, ховаючи гніздо під листям, часто збоку пня чи стовбура .

## Поведінка
Живиться переважно комахами і павуками, переміщуючись, подібно до повзика, вгору і вниз по стовбурах, гілках крон.